# Shuto Yamamoto
Shuto Yamamoto (山本 脩斗, Yamamoto Shuto, Morioka, 1 juni 1985) is een Japans voetballer die als verdediger speelt bij Kashima Antlers.

## Carrière
Shuto Yamamoto tekende in 2008 bij Júbilo Iwata.

## Statistieken
| Japans voetbalelftal | Japans voetbalelftal | Japans voetbalelftal |
| Jaar                 | Wed.                 | Dlp.                 |
| -------------------- | -------------------- | -------------------- |
| 2017                 | 1                    | 0                    |
| Totaal               | 1                    | 0                    |